# Elachistocleis
Elachistocleis är ett släkte av groddjur. Elachistocleis ingår i familjen Microhylidae.
Kladogram enligt Catalogue of Life:
| Elachistocleis | \| \| Elachistocleis bicolor \| \| \| \| \| \| Elachistocleis erythrogaster \| \| \| \| \| \| Elachistocleis ovalis \| \| \| \| \| \| Elachistocleis piauiensis \| \| \| \| \| \| Elachistocleis skotogaster \| \| \| \| \| \| Elachistocleis surinamensis \| \| \| \| |
|                | \| \| Elachistocleis bicolor \| \| \| \| \| \| Elachistocleis erythrogaster \| \| \| \| \| \| Elachistocleis ovalis \| \| \| \| \| \| Elachistocleis piauiensis \| \| \| \| \| \| Elachistocleis skotogaster \| \| \| \| \| \| Elachistocleis surinamensis \| \| \| \| |
|                | Elachistocleis bicolor |
|                | |
|                | Elachistocleis erythrogaster |
|                | |
|                | Elachistocleis ovalis |
|                | |
|                | Elachistocleis piauiensis |
|                | |
|                | Elachistocleis skotogaster |
|                | |
|                | Elachistocleis surinamensis |
|                | |